# Eigenarenmonument plantage Onverwagt

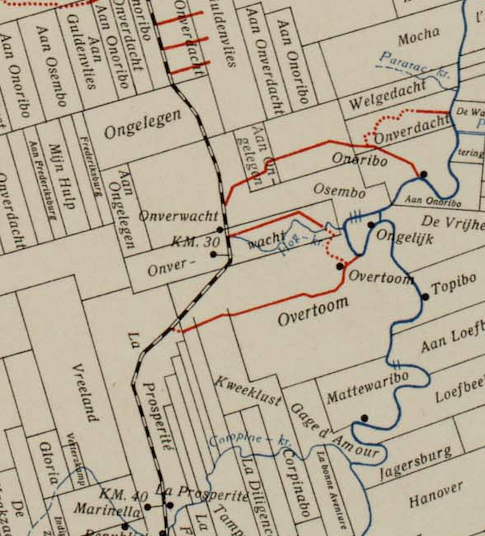
Ligging van plantage Onverwacht in Para. Uitsnede van de kaart van L.A. Bakhuijs en W. de Quant (1930)

Het Eigenarenmonument plantage Onverwagt is een eerbetoon aan de acht voormalige slaafgemaakten die in 1881 de plantage kochten. Het gedenkteken werd in 1998 onthuld en staat in het Bosé-park in het dorp Onverwacht.

## Voorgeschedenis
Plantage Onverwacht ligt op de rechteroever van de Hoykreek, een zijtak van de Pararivier. Het was oorspronkelijk een  tabaksplantage opgericht 1737 door Carel de Hoy. In het Sranantongo werd de plantage aangeduid met Bosé, de achternaam van de tweede eigenaar van de plantage, Frederik Coenraad Bossé.
De plantage werd in 1881 door de toenmalige eigenaar naar de veiling gebracht. 
De bewoners van de plantage, die jarenlang als slaafgemaakten of arbeiders op de plantage woonden en werkten, namen hun lot in eigen hand en  besloten de plantage te kopen om er een houtplantage te beginnen. De families brachten de koopsom van 3.000 gulden bijeen. Op 18 mei 1881 reisden acht familiehoofden in drie korjalen naar Paramaribo om de koopakte te ondertekenen. Dat waren: Frans Vyent, Johan Crisis, Bernhard Vyent, Daniel Kensie, Augustinus Vyent, Nicodemus Loswijk, Frits Pinas en Johannes Pique. Hun namen staan op het monument.

## Monument
Het monument heeft de vorm van een korte dikke bout met een moer. Het onderste deel van het monument is een achthoekig plateau (de moer) waaraan een plaquette is bevestigd. Op het plateau staat een korte dikke zuil (de bout) waarop het schroefdraad goed zichtbaar is. De zuil draagt een tweede plateau (de kop van de bout), die eveneens achthoekig is. Op iedere zijde hiervan staat de tekst: Fu memre deng fosi Eginari -  Di baj na pranasi Onverwagt - Tapu 18 mei 1881 (Ter herinnering aan de eerste eigenaren - die plantage Onverwagt gekocht hebben - op 18 mei 1881) en de namen van de kopers. Het monument wordt bekroond met acht opgestoken gebalde vuisten die verbonden zijn met verbroken ketenen. De vuisten zijn vervaardigd uit gegoten aluminium. In het midden staat een kappa, een grote ijzeren ketel die op de plantages gebruikt werd om suikerrietsap in te koken. Het monument staat op een verhoging die afgedekt is met afgeplatte stukken natuursteen. 
Het monument staat op een plek die Bosse Bromki Pen heet. Bij die plek zijn de voorouders in 1881 aangemeerd toen zij met de koopakte uit Paramaribo terugkeerden naar de plantage. Het monument werd onthuld op 19 juli 1998 plaats door de toenmalige minister van Regionale Ontwikkeling, Yvonne Raveles-Resida. Ze werd bijgestaan door oudste bewoner van de plantage, Jacques Vyent die toen 92 jaar oud was.

## Spiritueel verbond
Plantage Onverwagt bestaat nog steeds. Na de aankoop is er een 'Sweri' (spiritueel verbond) gesloten door de bewoners waarbij is gezworen dat de plantage nimmer doorverkocht mag worden en slechts bestemd dient te blijven voor hun kindskinderen. De nakomelingen van de families die de plantage in 1881 kochten hebben zitting in het bestuur.